# Gagrellissa
Gagrellissa is een geslacht van hooiwagens uit de familie Sclerosomatidae.
De wetenschappelijke naam Gagrellissa is voor het eerst geldig gepubliceerd door Roewer in 1931. 

## Soorten
Gagrellissa is monotypisch en omvat slechts de volgende soort:
- Gagrellissa jacobsoni